# Родионенко, Виталина Анатольевна
Виталина Анатольевна Родионенко (4 июня 2004, Томское, Серышевский район, Амурская область) — российская футболистка, полузащитница клуба «Ростов».

## Биография
Более десяти лет занималась футболом в родном селе, где была единственной девочкой в команде мальчиков. Первый тренер — Виктор Плотников. В конце 2010-х годов по совету тренера команды соперников была рекомендована в ростовский спортинтернат.
С 2019 года выступала на взрослом уровне за клуб первой лиги России «Дончанка» (Новошахтинск). Победительница (2019) и серебряный призёр (2020) финального турнира первой лиги. Забила несколько голов за «Дончанку», в том числе отличилась в финальном матче турнира южной зоны первой лиги против клуба «Академия футбола» в 2020 году.
В 2021 году в составе своего клуба, преобразованного в «Ростов», дебютировала в высшем дивизионе. Первый матч сыграла 1 мая 2021 года против «Рубина», заменив на 91-й минуте Кристину Фролову. Всего в 2021 году сыграла 6 матчей в высшей лиге, во всех выходила на замену на последних минутах.
Вызывалась в юниорскую сборную России, но не играла в официальных матчах.